# Лепенець Олег Васильович
Олег Васильович Лепенець (9 січня 1964, Бориспіль, Київська область) — український актор театру та дубляжу. Заслужений артист України (2019).

## Біографія
Народився 9 січня 1964 року у місті Бориспіль Київської області.
Закінчив Казанське театральне училище (Республіка Татарстан). Є представником першої хвилі акторів Київського академічного театру «Колесо».
Однією з перших для О. Лепенця стала роль 50-річного Майора у виставі «Дами і гусари». Під час служби в армії був конферансьє в одному з ансамблів пісні та танцю.
Після строкової служби в армії повернувся в Україну. Успішно пройшов прослуховування в Київському академічному театрі «Колесо».
Спочатку довелося грати у концерті для дорослих та театральній програмі для дітей. А вже наступного року відбулася прем'єра вистави «Триптих для двох», створеної художнім керівником театру Іриною Кліщевською за оповіданнями Семена Злотнікова. Цей спектакль звів Олега з молодою актрисою Галиною Зражевською. Через півроку вони одружилися, у них народився син, якого назвали Андрієм на честь Андріївського узвозу, на якому розташований театр «Колесо».
Зараз у репертуарі театру 10 вистав, в яких грає Олег Лепенець. Серед ролей: Леон де Сен Пе у виставі за п'єсою Ж. Ануя «Генерали у спідницях», Чижик (П. Саксаганський «Шантрапа»), Староста («Вечорниці» — власна вистава театру за українською класикою), Оме (Я. Стельмах «Емма»), Большинцов (І. Тургенєв «Місяць на селі»), Краском (О. Юрьєв «Маріам»), Мсьє Пургон (Ж.-Б. Мольєр «Уявний хворий»).
Активно працює у сфері дубляжу. В українських кінотеатрах голосом Лепенця говорять Роберт Де Ніро, Дастін Гоффман, Брюс Вілліс, Том Круз, Мел Гібсон.

## Ролі в театрі «Колесо»[3]
- Леон де Сен Пе (Ж. Ануй «Генерали у спідницях»)
- Ральф (Ф. Вебер «Випадок у готелі Дю Комерс»)
- Чижик (П. Саксаганський «Шантрапа»)
- Він (С. Злотніков «Триптих для двох»)
- Староста («Вечорниці»)
- Оме (Я. Стельмах «Емма»)
- Большинцов (І. Тургенєв «Місяць на селі»)
- Краском (О. Юрьєв «Міріам»)
- Мсьє Пургон (Ж.-Б. Мольєр «Уявно хворий»)
- Греміо (Францобель «Приборкання норовливої»)
- Містер Паравічіні (А. Крісті «Мишоловка»)
- Маркович (М. Куліш «Блаженний острів або Отак загинув Гуска»)
- Чоловік (Н. Симчич «Ми, МАЙДАН»)

## Фільмографія
- «Рука на щастя» (2008)

## Дублювання та озвучення
Сотні ролей українською та російською для студій та телеканалів «1+1», «Le Doyen», «Постмодерн» та інших.